# Xeromelissa machi
Xeromelissa machi är en biart som först beskrevs av Toro 1997.  Xeromelissa machi ingår i släktet Xeromelissa och familjen korttungebin. Inga underarter finns listade i Catalogue of Life.